# Konstantin Pokrowski

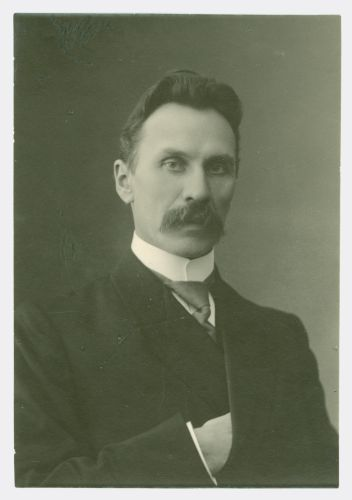
Konstantin Pokrowski

Konstantin Dorimiendontowicz Pokrowski, ros. Константин Доримедонтович Покровский (ur. 11 maja?/23 maja 1868 w Niżnym Nowogrodzie, zm. 5 listopada 1944 w Kijowie) – rosyjski astronom, wykładowca akademicki, pisarz, działacz społeczny, profesor Uniwersytetu Jurjewskiego, Uniwersytetu Tomskiego, Uniwersytetu Permskiego i Uniwersytetu Odeskiego.

## Życiorys
Ukończył gimnazjum klasyczne w Niżnym Nowogrodzie, zaś w 1891 wydział matematyczny Uniwersytetu Moskiewskiego. Został asystentem w uniwersyteckim obserwatorium astronomicznym. Następnie do 1895 był kierownikiem jednego z obserwatoriów w Moskwie. Od 1896 pełnił funkcję astronoma na Cesarskim Uniwersytecie Dorpackim. Wszedł w skład pierwszej w Rosji organizacji astronomicznej – Niżniegorodzkiego Kręgu Sympatyków Fizyki i Astronomii. W 1906 wybrano go profesorem astronomii wolnej szkoły wyższej w Petersburgu. Jednocześnie wykładał na Uniwersytecie Juriewskim. Od 1908 kierował uniwersyteckim obserwatorium astronomicznym. W listopadzie 1915 uzyskał tytuł doktora astronomii i geodezji na uniwersytecie w Moskwie. Od 1916 pełnił obowiązki rektora filii Uniwersytetu Juriewskiego w Permie. Od 1917 był rektorem nowo utworzonego miejscowego uniwersytetu. W latach 1919–1920 wykładał astronomię na Uniwersytecie w Tomsku. W 1920 został starszym astronomem Głównego Obserwatorium Rosyjskiego w Pułkowie i jednocześnie starszym kierownikiem oddziału wojskowo-geodezyjnego Moskiewskiego Instytutu Wodnego. Wszedł w skład Rosyjskiego Stowarzyszenia Sympatyków Ruchu Pokojowego. Był członkiem kolegium redakcyjnego pisma „Mirowiedienije”. W styczniu 1927 wybrano go członkiem korespondentem Akademii Nauk ZSRR. W latach 1930–1932 pełnił funkcję zastępcy dyrektora Głównego Obserwatorium Rosyjskiego w Pułkowie. Jednocześnie wykładał w Akademii Wojskowo-Inżynierskiej, Leningradzkim Instytucie Górskim i Instytucie Pedagogicznym im. A. I. Hercena. W 1933 stanął na czele oddziału odeskiego Wszechzwiązkowego Stowarzyszenia Astronomiczno-Geodezyjnego. We wrześniu 1934 został dyrektorem obserwatorium astronomicznego Uniwersytetu w Odessie. Kierował katedrą astronomii uniwersytetu. W latach 1937–1938 był dziekanem wydziału fizyczno-matematycznego. Napisał wiele prac naukowych. Po zajęciu Odessy przez wojska niemiecko-rumuńskie w połowie października 1941, kontynuował swoją karierę akademicką. W dalszym ciągu kierował uniwersyteckim obserwatorium astronomicznym. Od połowy września 1943 prowadził wykłady w nowo utworzonym Instytucie Propagandy Antykomunistycznej, przemianowanym następnie na Instytut Nauk Społecznych. Kiedy Armia Czerwona wyzwoliła Odessę w kwietniu 1944, w nocy z 10 na 11 maja tego roku został aresztowany przez NKWD. Na początku lipca przeniesiono go do aresztu w Kijowie. Zmarł w szpitalu więziennym.